# Club Deportiu Terrassa
El Club Deportiu Terrassa es un club deportivo de Tarrasa, provincia de Barcelona (España), cuya disciplina deportiva más destacada es el hockey sobre hierba, aunque tiene también secciones de hockey sala, tenis, pádel, fútbol 7, frontón, petanca y bridge.
Su equipo masculino compite en la División de Honor Masculina A de Hockey Hierba y su equipo femenino en la División de Honor Femenina de Hockey Hierba. 

## Historia
En el año 1910 un grupo de jóvenes del Ateneo Calasancio crearon el primer club de hockey en Cataluña y en España con el nombre de Lawn Hockey Club Calansacio. El 2 de junio de 1912 juega su primer partido contra el RCD Español de Barcelona. En 1915 el Calasancio se une al Terrassa Fútbol Club, adoptanto el nombre de Terrassa FC hasta 1920, cuando pasa a denominarse Terrassa Hockey Club. Pasada la Guerra civil española adopta el actual nombre.
En 1926 gana el primer Campeonato de Cataluña y en 1933 el primer Campeonato de España, iniciando una larga lista de éxitos.
El Ayuntamiento de Tarrasa le va a ceder unos terrenos y la primera piedra se va a poner en 1961, cuando se celebraba el cincuentenario del club. En 1970 el club adquiere unos terrenos en Les Pedritxes, en Matadepera, inaugurándose las instalaciones el 10 de junio de 1973 con terrenos de juego para el hockey, tenis, frontón, entre otro deportes.

## Palmarés

### Hockey sobre hierba masculino
- Campeonato de Cataluña: 19 títulos (1926, 1930, 1933, 1940, 1941, 1942, 1943, 1944, 1945, 1946, 1947, 1948, 1949, 1950, 1952, 1953, 1956, 1959, 1992)
- Liga Española: 1 título (1976)
- Copa del Rey: 12 títulos (1933, 1943, 1945, 1946, 1948, 1949, 1950, 1951, 1955, 1966, 1967, 1975)

### Hockey sobre hierba femenino
- Copa de Europa B: 2 títulos (1986, 2003)
- Campeonato de Cataluña: 26 títulos (1958, 1959, 1960, 1961, 1962, 1964, 1965, 1966, 1968, 1977, 1983, 1984, 1985, 1989, 1992, 1997, 1998, 1999, 2000, 2001, 2002, 2005, 2008, 2010, 2013, 2017)
- Liga Española: 18 títulos (1958, 1959, 1960, 1961, 1962, 1963, 1966, 1968, 1969, 1980, 1982, 1983, 1985, 2000, 2001, 2002, 2005, 2008)
- Copa de la Reina: 5 títulos (1986, 1998, 2000, 2001, 2007)

### Hockey sala femenino
- Copa de Europa B: 1 título (2002)
- Campeonato de España: 5 títulos (1965, 1966, 1989, 2001, 2002)

## Distinciones
| Distinción                                     | Año  |
| ---------------------------------------------- | ---- |
| Placa de Oro - Real Orden del Mérito Deportivo | 2011 |